# Prato Nevoso
Prato Nevoso is een wintersportoord in het Noord-Italiaanse gedeelte van de Alpen, bij de gemeente Frabosa Sottana, gelegen op een hoogte van 1480 meter boven zeeniveau.
De geschiedenis van Prato Nevoso als wintersportoord gaat terug tot de jaren 60 van de twintigste eeuw, toen men een skiresort wilde bouwen dat goed bereikbaar was vanaf zowel Turijn als Genua.
Op 20 juli 2008 was Prato Nevoso de finishplaats van de vijftiende etappe van de Ronde van Frankrijk. Eerder werd er in de Giro al twee keer gefinisht. 
Op 3 juli 2021 ligt er de finish van de tweede etappe van de Ronde van Italië voor vrouwen 2021.
Op 24 mei 2018 ligt er de finish van de 18 etappe van de Ronde van Italië 2018.